# Stormyrtjärnen (Lycksele socken, Lappland, 719073-159292)
Stormyrtjärnen är en sjö i Lycksele kommun i Lappland och ingår i Umeälvens huvudavrinningsområde.